# Claudio Cesare Secchi
Claudio Cesare Secchi (Milano, 29 agosto 1897 – Milano, 17 agosto 1981) è stato un critico letterario, scrittore e latinista italiano.

## Biografia
Cattolico interventista, prese parte alla prima guerra mondiale. Laureatosi in Lettere classiche all'Accademia scientifico-letteraria di Milano nel 1922, insegnò al Liceo A. Manzoni di Milano e fu assistente volontario di lingua e letteratura latina all'Università Cattolica del Sacro Cuore.
Studioso di Alessandro Manzoni, fu direttore e presidente, fino alla morte, del Centro Nazionale di Studi Manzoniani di Milano.  Fu, inoltre, presidente della Società storica lombarda, segretario generale dell'Ordine Nazionale Autori e Scrittori, commissario esecutivo del Centro nazionale di prevenzione e difesa sociale, membro del Collegio dei probiviri e socio corrispondente dell'Accademia dell'Arcadia e dell'Accademia degli Agiati. Collaborò con L'Osservatore Romano, Rassegna di cultura, Il Popolo, L'Italia, Vita e Pensiero, La Martinella, Il Risorgimento.

## Opere (parziale)
- Un dato ignorato della biografia manzoniana: perché il Manzoni fu trasferito da Lugano al Longone di Milano, Milano, Hoepli, 1954.
- Il Centro Nazionale di studi manzoniani, Milano, A. Giuffrè, 1956.
- Casa Manzoni, in Il libro e la scena, Milano, Rizzoli, a. 2, n. 10, ottobre 1957.
- Don Giulio Ratti prevosto di S. Fedele in Milano, Milano, A. Giuffrè, 1957.
- Nostalgia della vecchia Milano, Milano, A. Giuffrè, 1956.
- Introduzione alla lettura degli Inni Sacri, Milano, Vita e Pensiero, 1964.
- Se Renzo tornasse a Milano, Milano, Baldini & Castoldi, 1970.
- L'uomo Manzoni, in A. Manzoni e la sua città, Almanacco della Famiglia Meneghina, Milano, Ceschina, 1973,  pp. 33-106.
- Milano, approdo di arte e vita, Milano, F. Motta, 1973.
- Giuseppe Rovani, in Letteratura italiana: i minori 4, Milano, Marzorati, 1974.
- Pagine Lombarde, Milano, F. Motta, 1977.